# Крупницкий, Борис Дмитриевич
Борис Крупницкий (*24 июля 1894 — †5 мая 1956) — украинский и немецкий историк, педагог.

## Биография

### Ранние годы
Родился на Киевщине в семье сельского псаломщика. Помимо Бориса в семье было ещё пять детей.
- Дед по отцу — Юлиан Крупницкий, протодиакон Медведевской сельской церкви.
- Отец — сщмч. Дмитрий Крупницкий (1867—1938), один из прославленных 103 святых новомучеников Черкасских. В 1895—1931 гг. — диакон Свято-Николаевской церкви в Черкассах. Арестован 8 января 1938 г. и в ночь на 15 января расстрелян в черкасской тюрьме[1].
- Мать — Ольга Степановна Скачкова.

В 1913 г. окончил Черкасскую гимназию и поступил на историко-филологический факультет Киевского университета. На втором курсе присоединился к историко-этнографическому кружку, в который в основном входили представители профессорско-преподавательского состава, выпускники и старшекурсники.
В 1916 г. был призван в армию. Участник Первой мировой войны, был ранен.
В 1918 г. вернулся в университет, однако уже весной 1919 года добровольцем пошёл в армию УНР, служил во 2-й Волынской дивизии. Во время боёв был тяжело ранен (один из осколков так и остался в теле и был причиной постоянных болей). После отступления армии в 1920 г. в Польшу был интернирован в Калише, затем переехал в Германию.

## Эмиграция
Сначала работал сельскохозяйственным рабочим в Химмельпфортене. Женившись на немке, в 1925 г. переехал в Берлин, где устроился фабричным рабочим, одновременно изучая немецкий язык в Институте для иностранцев при Берлинском университете. Впоследствии изучил и шведский язык.
В 1926 г. начал изучать в Берлинском университете историю (три курса Киевского университета были ему засчитаны), учился у профессора Отто Гётцша. Одновременно, как ветеран боевых действий УНР, получил стипендию в Украинском научном институте, где становится учеником Дмитрия Дорошенко и Ивана Мирчука.
В 1929 г. защищает в Берлине посвящённую отцу диссертацию на тему «Иоганн Христиан фон Энгель и его История Украины», в 1932 г. в Украинском свободном университете — докторскую диссертацию «Мазепа в свете немецкой литературы его времени».
Собирая материалы, историк много работал в архивах Берлина, Дрездена и Стокгольма.

### Профессиональная деятельность
- С 1929 г. ассистент по кафедре истории Украины, с 1933 г. — научный сотрудник, член профессорской коллегии Украинского научного института (Берлин-Лейпциг);
- С 1932 г. приват-доцент Украинского свободного университета (Прага);
- С 1938 г. заграничный сотрудник Украинского научного института в Варшаве.

Экстраординарный (1941), затем ординарный (1945) профессор Украинского научного института.
Действительный член (1938) и глава Исторической комиссии (с 1948) львовского НТШ имени Тараса Шевченко. Член Украинского историко-филологического общества в Праге, Украинской свободной академии наук в Аугсбурге (1948), Académie Internationale Libre des Sciences et des Lettres в Париже (1953).
После окончания Второй мировой войны вместе с женой через Веймар и Аугсбург вернулся в Химмельпфортен.
С 1946 г. — профессор Православной Богословско-педагогической академии УАПЦ, сотрудник Научно-исследовательского института украинской мартирологии в Мюнхене, сотрудник Церковно-археографической комиссии при Апостольском визитаторе для украинцев Западной Европы. Одновременно был редактором исторического отдела Энциклопедии украиноведения.
С 1954 г. — стипендиат мюнхенского Института по изучению истории и культуры СССР.
Последние годы жизни тяжело болел.

### Научная деятельность
Основными сферами научной деятельности Крупницкого были украинское казачество, эпоха гетманов (Мазепа, Орлик, Апостол).

### Монографии
- Geschichte der Ukraine. Leipzig: Otto Harrassowitz, 1939.
- Hetman Mazepa und seine Zeit. Leipzig: Otto Harrassowitz, 1942.
- Geschichte der Ukraine von den Anfangen bis zum Jahre 1917. Leipzig: Otto Harrassowitz, 1943.

### Статьи
- Die archäographische Tätigkeit M. Hrušewskijs // Jahrbücher für Kultur und Geschichte der Slaven. Bd. 11 (1935), № 3-4. S. 610—621.
- Феофан Прокопович і шведи: інформаційний нарис // ЗапЧСВВ. Т. 6 (1935), № 1-2. С. 12-14.
- Zu den Anfängen des Hajdamakentums // Jahrbücher für Geschichte Osteuropas. № 2 (1937).
- Мазепа у світлі шведської історіографії // Праці Українського наукового інституту (Варшава). Т. 46 (1938). С. 83-93.
- Плани Мазепи у зв’язку з планами Карла XII перед українським походом шведів // там само. С. 94-105.
- Шведи і населення на Україні в 1708—1709 рр. на підставі шведських джерел // Праці Українського наукового інституту (Варшава). Т. 47 (1939). С. 13-23.
- Пилип Орлик і Сава Чалий // Праці Українського історично-філологічного товариства. Т. 2 (1939).
- Біографія гетьмана Данила Апостола в німецькім журналі 1728 р. // Наукові записки Українського вільного університету. Т. 3 (1942). С. 211—224.
- Полковник миргородський Павло Апостол: 1618—1678 рр. // Праці Українського історично-філологічного товариства. Т. 5 (1944). С. 42-46.
- The mazeppists: the Ukrainian independence movement of the early 18 century // UQ. Vol. 4 (1948), № 1. P. 32-40.
- З студентських спогадів історика // Україна. Ч. 7 (1952). С. 526.
- «Нація» в козацькій Україні 18 в. // Україна. Ч. 8 (1952). С. 605—608.
- Treaty of Pereyaslav and the political orientation of Bohdan Khmelnitsky // UQ. Vol. 10 (1954), № 3.
- Богдан Хмельницький і совєтська історіографія // Український збірник. Т. 3. Мюнхен, 1955.
- The swedish-ukrainian treaties of alliance 1708—1709 // UQ. Vol. 12 (1956), № 1. P. 47-57.
- Борис Крупницький. Зі спогадів історика / Упоряд., вст. стаття, ком. Дмитра Гордієнка; [Інститут української археографії та джерелознавства ім. М. С. Грушевського НАН України]. — К., 2017. — 144 с.